# Midnight Limited
Pour plus de détails, voir Fiche technique et Distribution.
Midnight Limited est un film américain réalisé par Howard Bretherton et sorti en 1940.

## Fiche technique
- Réalisation : Howard Bretherton
- Scénario : Harrison Carter, Charles Williams
- Producteur : T.R. Williams
- Photographie : Harry Neumann
- Montage : Russell F. Schoengarth
- Genre : Mystère[1]
- Production : Monogram Pictures
- Distributeur : Monogram Pictures
- Genre : Action, aventure, policier
- Durée : 62 minutes
- Date de sortie :
  - États-Unis : 20 mars 1940

## Distribution
- John 'Dusty' King : Val Lennon
- Marjorie Reynolds : Joan Marshall

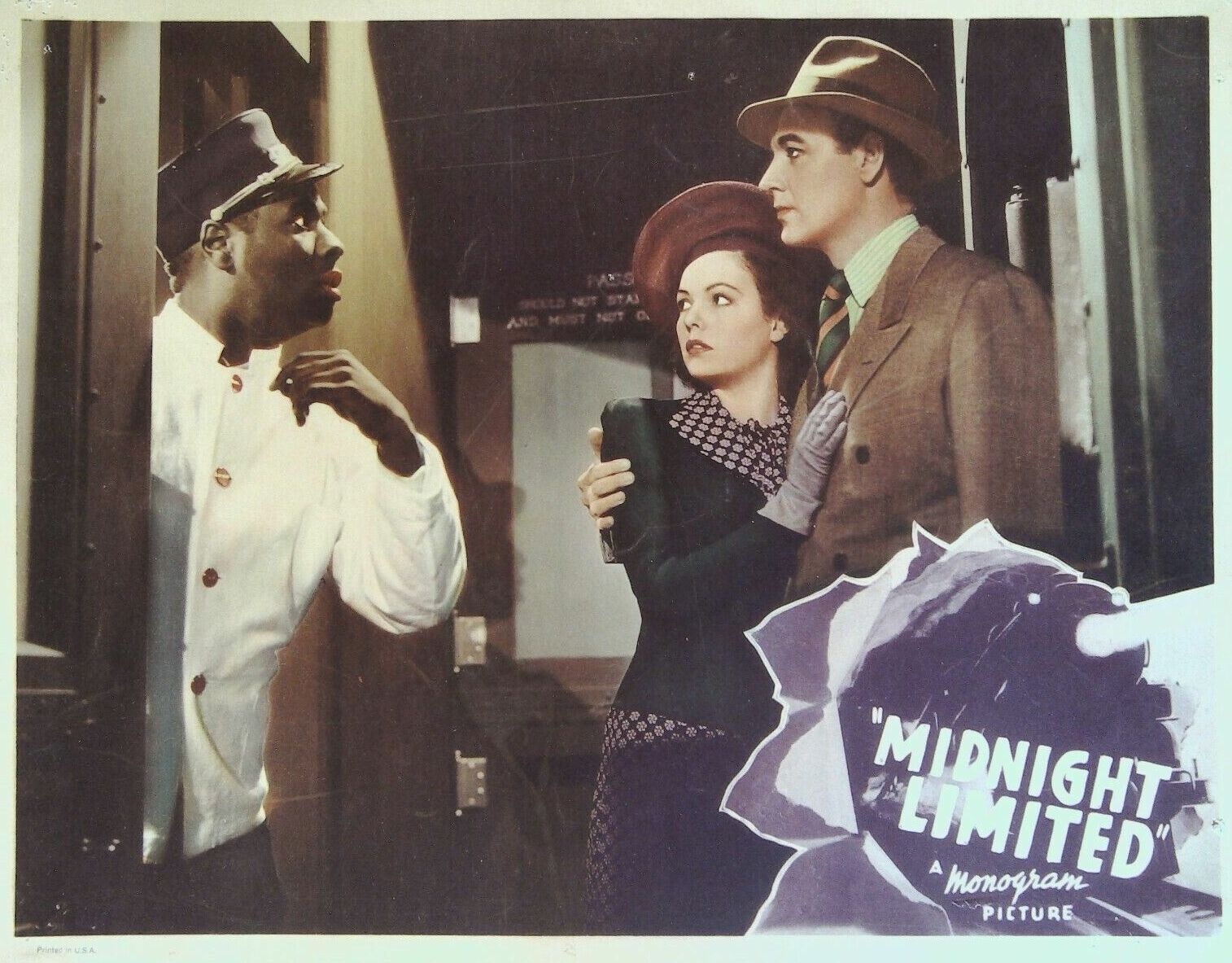
Carte promotionnelle du film, avec John 'Dusty' King, Marjorie Reynolds et un acteur non identifié.

- George Cleveland : Prof. Van Dillon
- Edward Keane : Capt. Harrigan
- Monte Collins : Abel Krantz
- I. Stanford Jolley : Frenchie
- Pat Flaherty : le conducteur de train
- Herbert Ashley : Trainman
- Lita Chevret : Mae Krantz